# Герасимовское сельское поселение (Шаблыкинский район)
Герасимовское се́льское поселе́ние — муниципальное образование в Шаблыкинском районе Орловской области Российской Федерации.
Административный центр — село Герасимово.

## История
Статус и границы сельского поселения установлены Законом Орловской области от 12 августа 2004 года № 419-ОЗ «О статусе, границах и административных центрах муниципальных образований на территории Шаблыкинского района Орловской области».

## Население
| 2010 | 2012 | 2013 | 2014 | 2015 | 2016 | 2017 |
| ---- | ---- | ---- | ---- | ---- | ---- | ---- |
| 382  | ↘361 | ↘340 | ↘332 | ↘331 | ↘329 | ↘317 |
| 2018 | 2019 | 2020 | 2021 | 2023 |      |      |
| ↘316 | ↘314 | ↘304 | ↘227 | ↘218 |      |      |

## Состав сельского поселения
| № | Населённый пункт  | Тип населённого пункта       | Население |
| - | ----------------- | ---------------------------- | --------- |
| 1 | Водоцкое Городище | деревня                      | 45        |
| 2 | Гавриловское      | село                         | 16        |
| 3 | Герасимово        | село, административный центр | ↘243      |
| 4 | Давыдово          | деревня                      | 0         |
| 5 | Ивановка          | деревня                      | 4         |
| 6 | Какуренка         | деревня                      | 22        |
| 7 | Климово           | село                         | 52        |
| 8 | Юрово             | деревня                      | 0         |